# L'Investiture des dieux
L’Investiture des dieux (en chinois : 封神演義, Fēngshén yǎnyì, ou 封神榜, Fēngshén bǎng) est un roman historique et fantastique chinois de la dynastie Ming (fin XVIe siècle, début XVIIe siècle) attribué à Xu Zhonglin (Chen Zhonglin) ou Lu Xixing, relatant la lutte entre le dernier roi de la dynastie Shang et le fondateur de la dynastie Zhou. Les deux partis sont aidés par de nombreux personnages doués de pouvoirs extraordinaires qui seront divinisés après leur mort, d’où le titre de l'ouvrage.

## Auteur et sources
L’auteur était rarement mentionné de façon claire sur les exemplaires anciens des romans chinois. Le texte pouvait être modifié par ses différents éditeurs, voire les bibliophiles. Il est donc difficile de savoir si un nom désigne l’auteur d’origine ou un rédacteur intermédiaire. De plus, la plupart des romans populaires des Ming ne sont pas des œuvres originales mais reprennent une longue tradition de littérature orale et écrite traitant du même thème. Ainsi, L’Investiture s’appuie certainement, entre autres, sur les Contes de la guerre du roi Wu contre Zhou, recueil datant des Song. Le thème de l’investiture des dieux par Jiang Taigong est ancien car il est mentionné dès le IIe siècle av. J.-C. dans le Shiji et repris dans le Livre des Tang.
La détermination de l’identité de l’auteur nécessite donc des recherches qui aboutissent rarement à une conclusion définitive. Dans le cas du Fengshen yanyi, il existe deux candidats :
- Xu Zhonglin[3] ou Chen Zhonglin[4], dont le nom est mentionné comme auteur ou éditeur au chapitre II d’un exemplaire conservé dans le fonds japonais Naikaku bunko[5]. Presque inconnu, on sait seulement qu’il était originaire de la préfecture de Yingtian[6] près de Nankin et qu’il avait pour surnom « le vieil ermite du mont Zhong »[7]. Il aurait achevé le livre entre 1566 et 1620. Au vu de la préface, Zhang Peihuan[8] a proposé qu’il ait eu un certain Li Yunxiang[9] comme coauteur.
- Lu Xixing[10], qui serait le maître taoïste Lu Changgeng[11], auteur d’ouvrages religieux et de poèmes. Cette hypothèse, proposée par Sun Kaidi[12] se base sur une mention dans un Recueil d’anecdotes extraordinaires[13] et la profonde connaissance du taoïsme dont témoigne l’auteur.

## Contenu
Le récit se divise en cent chapitres. Un poème de type shi, ge ou fu introduit généralement la prose. Le texte abonde en descriptions des exactions abominables de Dixin, des ruses de Daji et des combats entre êtres aux pouvoirs extraordinaires. La majorité des participants est répartie entre deux sectes, la secte chan du côté des Zhou et la secte jie du côté des Shang. Ces deux noms n’ont pas pu être expliqués ; on peut seulement faire remarquer que chan signifie en chinois moderne « commencer » ou « mettre à jour », alors que jie exprime l’idée de « coupure » ou d’« interruption ». Les noms pourraient ainsi exprimer les destins contraires des deux dynasties. Malgré la présence de bodhisattvas au sein de la secte chan, le roman reflète essentiellement le courant taoïste. Ces déités bouddhistes, qui comprennent en première place les patrons des monts sacrés du bouddhisme, sont considérés comme des dieux taoïstes s’étant convertis sur le tard à une autre religion. Seule la secte occidentale inspirée par le courant Terre Pure, qui joue un rôle mineur, est entièrement bouddhique. Outre les personnages historiques de l’antiquité, un héros du début de la dynastie Tang est également présent. De nombreux aspects de la vie à l’époque de la rédaction du roman transparaissent dans l’œuvre.

## Grandes lignes de l'intrigue

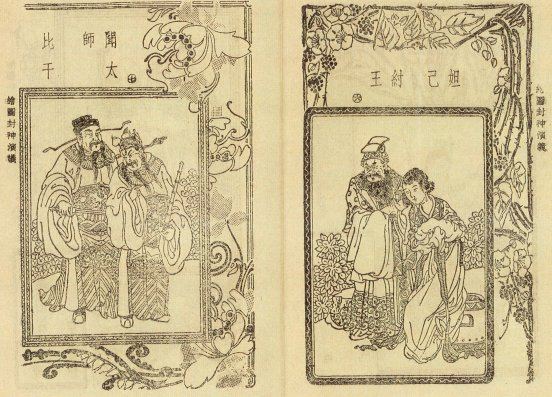
Illustrations du Fengshen yanyi ; gauche : Bi Gan et Wen Taishi ; droite : le roi Zhou et Daji

Le dernier roi des Shang, appelé Di Xin ou Tcheou Wang, dégénéré, cruel et indigne, a perdu le mandat du Ciel. La déesse Nüwa, qu’il a insultée, ordonne à un démon-renard de prendre possession du corps d’une beauté nommée Daji et d’exciter les mauvais instincts du roi pour provoquer une rébellion générale qui sera menée par le futur roi Wu des Zhou. De nombreux personnages, dieux et bodhisattva, humains, démons, esprits-animaux ou même objets animés participent aux combats des deux côtés. Après la victoire du roi Wu, Jiang Ziya de Qi (nom honorifique Jiang Taigong), grand féodal allié des Zhou et exorciste, chasse le renard du corps de Daji et confère aux participants qui se sont distingués au combat, alliés et adversaires sans distinction, un titre officiel de divinité.

## Trois anecdotes célèbres
- Comment Dixin s’attira la colère de Nüwa : Dixin pénétra un jour dans un temple dédié à la déesse. Frappé par la beauté de sa statue, il se laissa aller à des remarques inappropriées qu’il alla jusqu’à inscrire sous forme de poème sur les murs. Son sort était scellé. Nüwa chargea un esprit renard, un faisan à neuf têtes et un pipa de jade de précipiter sa perte. Il se trouvait que Dixin était sur le point de faire entrer dans son palais une nouvelle concubine nommée Daji. Le renard l’intercepta en chemin, détruisit son esprit et prit possession de son corps.
- Le roi Wen rencontre Jiang Ziya : ce dernier, qui avait étudié soixante-douze ans auprès d’un immortel, avait l’habitude de pêcher au bord d’une rivière avec au bout de sa ligne un hameçon parfaitement rectiligne et sans appât, ce dont chacun s’étonnait. Quand on lui demandait ce qu’il espérait prendre ainsi, il répondait : « Un roi et ses vassaux. » En effet, le futur roi Wen de Zhou eut vent de sa conduite et fit le voyage exprès pour le rencontrer. Jiang Ziya le pria alors de tirer sa charrette. Intrigué, le roi s’exécuta, s’arrêtant après huit cents pas. Jiang Ziya lui dit alors : « Vous serez roi, et votre dynastie durera huit cents ans. » Le roi essaya de tirer la charrette un peu plus loin, mais il était à bout de forces. Il choisit plus tard Jiang Ziya comme premier ministre.
- Comment Bi Gan[22] perdit son cœur : Bi Gan, courtisan loyal du roi des Shang, avait un cœur d’une qualité particulière car il lui avait été offert dans l’enfance par la déesse Nüwa après une noyade. Daji, qui voulait éliminer tous les membres de la cour susceptibles de freiner la décadence du roi, feignit une crise cardiaque et prétendit que seul le cœur de Bi Gan pourrait la sauver. Le roi ordonna alors que son désir soit exaucé. Or Jiang Ziya avait prévu le danger grâce à sa science de la divination, et avait muni Bi Gan d’un talisman lui permettant d’extraire son cœur sans danger. Il lui suffirait ensuite de rentrer immédiatement chez lui sans se retourner, et l'organe repousserait en une journée. Malheureusement, alors qu’il était presque à sa porte, le cri d’une marchande ambulante se fit entendre derrière lui : « Choux sans cœur ! Choux sans cœur ! » Il ne put s’empêcher de se retourner pour lui demander : « Il existe vraiment des choux sans cœur?  » Non, bien sûr, répliqua en grimaçant la vieille femme qui n’était autre que l’esprit-luth envoyé par Nüwa, ajoutant que ni les choux ni les hommes ne peuvent se passer d’un cœur. Sur ce, Bi Gan tomba raide mort.

## Influence
L’Investiture des dieux a exercé une grande influence sur la culture populaire chinoise, et dans une moindre mesure japonaise. Il a popularisé en Chine un certain nombre de divinités qui, sans lui, seraient sans doute oubliées, car beaucoup de dieux taoïstes ont une audience restreinte. L’un de ceux qui ont particulièrement bénéficié de cette « publicité » est le dieu Nezha, lequel apparaît également dans Le Voyage en Occident. L'ouvrage a perpétué et enrichi la légende populaire des figures lointaines de l’antiquité chinoise comme Jiang Ziya.
L'Investiture des dieux a fait l’objet d’adaptations télévisées à Hong Kong et en Chine populaire où ont été produits également des dessins animés relatant les exploits de Nezha. Le Fengshen yanyi est devenu plus récemment thème de jeux vidéo japonais, la version la plus connue étant Mystic Heroes. Il existe aussi des mangas comme Hōshin, l'Investiture des Dieux (Hōshin est la transcription japonaise de Fengshen) adapté deux fois en anime ; ainsi que la bande dessinée chinoise Feng Shen Ji, sortie en 2013, qui s'en inspire librement.